# О делима љубави или Византија
„О делима љубави или Византија“ је збирка песама српског песника Ивана В. Лалића. Првобитно није објављена као засебна збирка, већ као завршни циклус његових „Изабраних и нових песама”, које је издала Српска књижевна задруга 1969. У посмртно објављеним „Делима Ивана В. Лалића” (1997), која је приредио Александар Јовановић, по њој је назван други том, у којем су поред збирке „О делима љубави или Византија”, прештампани још и „Круг” (1963), „Чин” (1968) и „Сметње на везама” (1975). Као засебно издање у виду књиге појављује се постхумно 2004. Ово издање, које је приредио Леон Којен, обухвата и пет песама из збирке „Сметње на везама”, које стилом, тематиком и тоном припадају истом песничком кругу. У питању су песме „Атос у пет певања”, „Астрапа”, „Византија IX”, „О размерама” и „Византија X”.
Ако се не рачунају придодате песме у Којеновом издању, збирка је сачињена од тридесет песама, од којих је двадесет испевано у слободном стиху, девет у једанаестерцу (углавном са цезуром иза петог слога) и једна у комбинацији једанаестерца и петерца (сафичка строфа). Само је песма „Натпис на једној чесми” римована и то парно.